# وردون ۱۲۲۸۸
سیارک ۱۲۲۸۸ (به انگلیسی: 12288 Verdun، نامگذاری:1991GC6) دوازده هزار و دویست و هشتاد و هشتمین سیارک کشف شده‌است که در ۸ آوریل ۱۹۹۱ کشف شد.
قدر مطلق سیارک برابر ۲۰.۴ است.